# Kafr Ra'i
Kafr Ra'i, en arabe : كفر راعي, est une ville du gouvernorat de Jénine en Palestine, dans le nord de la Cisjordanie. Elle est située à 22 kilomètres au sud-ouest de Jénine. Selon le recensement du Bureau central palestinien des statistiques, la localité compte une population de 8 471 habitants en 2017.